# Улица Гии Абесадзе
Улица Гии Абесадзе (груз. გია აბესაძის ქუჩა) — улица в Тбилиси, в историческом районе Старый город, от улицы Коте Абхази до улицы Лермонтова.

## История
Возникла в начале XIX века. В районе улицы с давних времён, предположительно с XVI века, находился католический храм и дом пастора этой церкви, поэтому улица сначала называлась Французской (грузины называли католиков французами), затем Католической улицей (под таким названием включена в список улиц города, составленный в 1841 году).
В 20-х годах XX века — улица Саят-Нова. В советское время — Первомайская.
Современное название в память грузинского врача Гии Абесадзе (1956—1991), совершившего 21 сентября 1991 года на проспекте Руставели в Тбилиси самосожжение в знак протеста против конфронтации между правительством Звиада Гамсахурдии и Национальной гвардией Грузии.
В 1937 году, при реконструкции улиц старого города была снесена армянская церковь Джиграшен, находившаяся у пересечения с улицей Коте Абхази.
Ранняя история улицы мало известна, поскольку весь её район был разорён персами во время нашествия Ага Магомет хана (1795).

## Достопримечательности

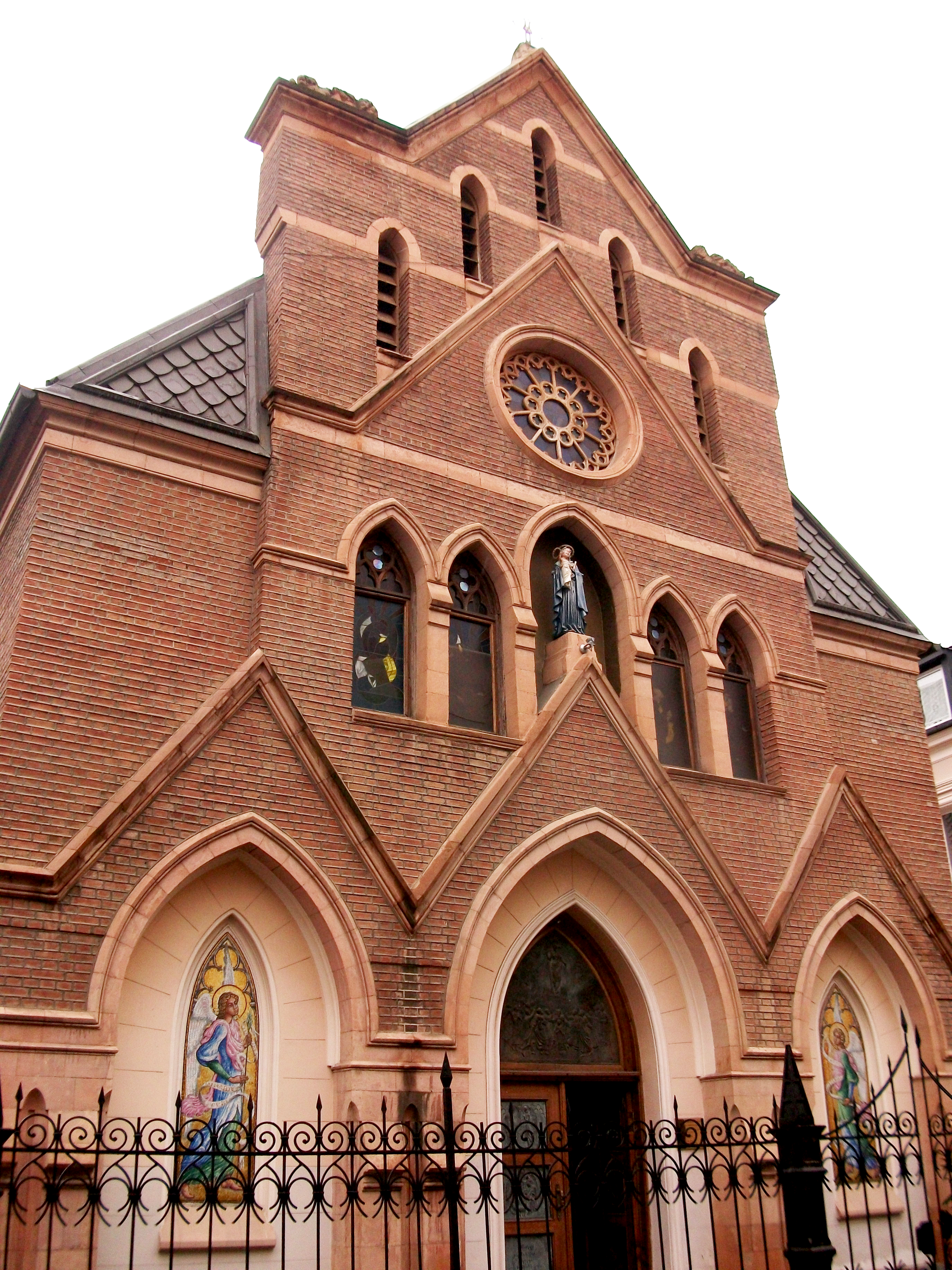
Католический собор

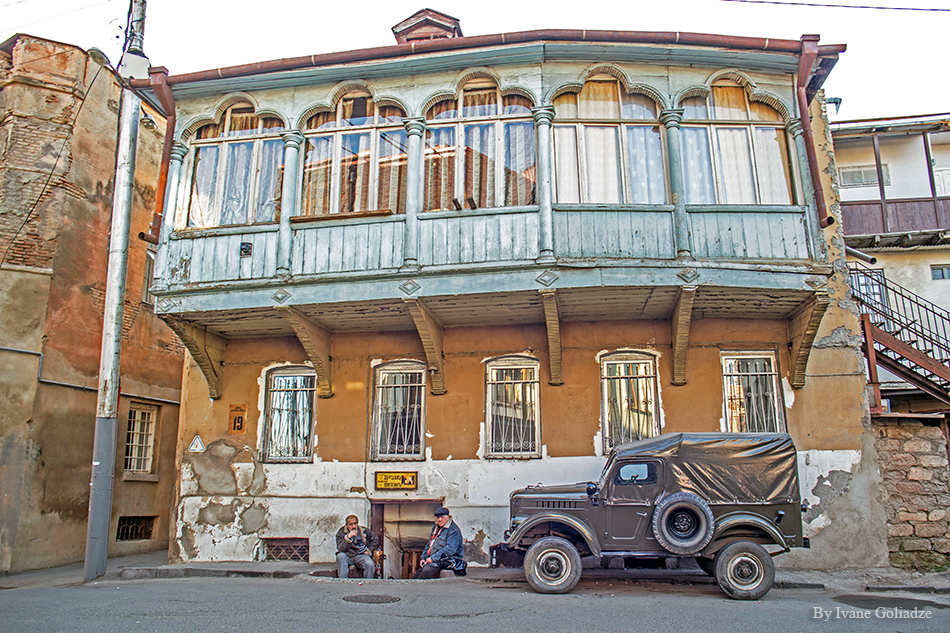
д. 19

д. 4 — Католический собор Вознесения Богородицы Девы Марии
д. 10 — Театр королевского квартала

## Известные жители
д. 6 — Гия Абесадзе (мемориальная доска)

## Улица в кинематографе
В 2011 году на улице снят ряд сцен фильма «Любовь с акцентом-2».